# Тоні Фішер (розробник головоломок)

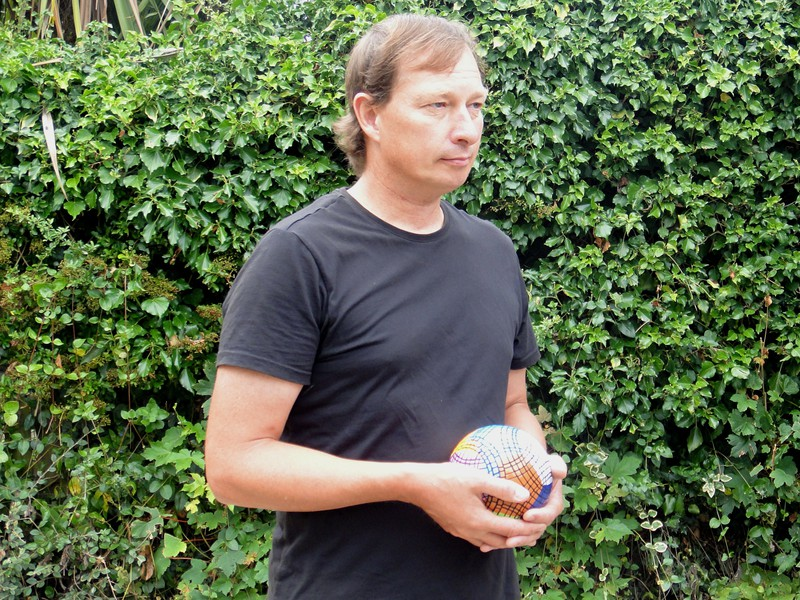
Тоні Фішер на фестивалі головоломок з одним зі своїх виробів

Тоні Фішер — британський дизайнер головоломок, який спеціалізується на створенні обертових головоломок на замовлення. Любителі кубиків визнають його піонером у створенні нових дизайнів головоломок та нових методів виробництва. У 2017 році Книга рекордів Гіннеса визнала Фішера творцем найбільшого у світі кубика Рубіка.

## Кар'єра
Фішер є одночасно колекціонером і дизайнером головоломок. Він вперше придбав кубик Рубіка в 1980 році, коли той з'явився у вільному продажі в Великій Британії. Він розробив власне рішення, щоб зібрати цю головоломку. Фішер вперше почав створювати головоломки у 1981 році, коли модифікував два класичні кубики Рубіка, з'єднавши їх вздовж одного краю, щоб створити нову головоломку під назвою Сіамський кубик. Цю роботу було визнано першим прикладом «обертової головоломки створеної вручну».
У 1995 році Фішер додатково модифікував традиційну конструкцію обертової головоломки, змістивши її площини стику, щоб створити куб 3x3x4. Через 3 роки подібна техніка була використана для створення першого у світі повністю функціонального прямокутного паралелепіпеда розміром 3x4x4, який вимагав складнішої конструкції крайових та кутових елементів. Цей винахід був додатково адаптований для створення головоломок 2x2x3, 2x3x4, 3x3x5, 4x4x5 та 5x5x6. Інша техніка, спочатку розроблена Гертом Хеллінгсом, полягала в заокругленні центральної частини звичайного куба 4x4x4 для створення додаткових поворотних шарів для однорідного розміру 2x2x4, 6x6x6 та неоднорідного 2x2x6. Тоні Фішер адаптував цю ідею, щоб створити гігантський кубоїд 2x2x6, який мав пропорційні (квадратні) куби. У 2008 році, коли V-cube 6 надійшов у виробництво, Тоні Фішер почав думати про створення повнофункціональних кубоїдів розміром 5x5x6 або 5x6x6. У червні 2009 року він завершив створення першого у світі повністю функціонального прямокутного паралелепіпеда розміром 5x5x6, який був створений шляхом модифікації внутрішнього V-подібного куба №6 шляхом часткового заокруглення деяких шарів та покриття цього рухомого ядра кубиками розміром 15 мм. Ідею 5x6x6 було відкинуто, оскільки, як Тоні Фішер побачив на малюнку 5x5x6, кутові стебла прямокутного паралелепіпеда 5x5x6 вже мали дробову товщину. Виробництво «Золотих кубиків Фішера», спочатку запланованих на випуск під назвою «Куб тисячоліття», розпочалося на початку 2000-х років. Створений шляхом модифікації Skewb (ск'юб), це перший приклад обертової головоломки, яка має лише одну кольорову схему, що вимагає від розв'язувача відновлення форми куба без візуальної допомоги у вигляді окремих кольорів для кожної сторони. «Золотий куб» вважається найнезвичайнішим внеском Фішера в розробку нових комбінаційних головоломок і був масово вироблений Уве Меффертом.
За перекриваючимися кубом і кулею в кубі з'явилися головоломки з використанням модифікованого механізму куба Eastsheen 4x4x4, а у 2007 році — головоломка Hexaminx, кубічна версія Megaminx, для якої Фішер використав нові технології виробництва, зокрема використання поліуретану для створення тонких перетинів, як одного цілого.
З 1981 року Фішер розробив та створив близько 100 головоломок на основі різних механізмів складання. Окрім виробництва головоломок, він також працював археологом в окружній раді Саффолка. У 2021 році Тоні Фішер створив кілька складних шахових наборів-головоломок. Кожна шахова фігура діяла як 2x2x2 з деякими перев'язками. У 2022 році він представив «Дискету-куб», виготовлену з «дуже дивного матеріалу».

### Книга рекордів Гіннеса
На початку 2016 року він створив найбільший у світі кубик Рубіка, на складання якого йому знадобилося загалом 156 годин у власному гаражі. Його висота становила 1,57 метра, а вага — 100 кілограмів. Він опублікував прискорене відео, яке показує, як він провів два дні, працюючи над розгадуванням величезної головоломки.
У 2017 році Книга рекордів Гіннеса визнала Фішера творцем найбільшого у світі кубика Рубіка, довжина якого становила 1,57 м, створеного у 2016 році.

### Інші розробки
У червні 2016 року Фішер також створив найменший у світі повноцінний кубик Рубіка, розмір кожної сторони якого становив лише 5,6 міліметра.
У грудні 2017 року він представив кубик Рубіка, який на 95% був зроблений з льоду. Серед інших його творінь – кубик Рубіка, зроблений зі свічок; один – з сиру; та один – з шоколаду.

### Фіджет-спінер
У червні 2017 року він представив найбільший (на той момент) у світі фіджет-спінер. Діаметр спінера становив понад 3,3 метра, а на його будівництво знадобилося 40 годин.[джерело?]

## Дизайн головоломок
Приклади дизайну головоломок Фішера можна знайти в Музеї головоломок, зокрема його циліндричний куб, золотий куб, шестикутну призму, усічений октаедр та усічений октаедр.

## Зовнішні посилання
- Офіційний сайт
- Музей головоломок
- Tony Fisher Rotational Puzzles

Шаблон:Rubik's Cube